# ارین اوشی
ارین کی. اوشی زیست‌شناس آمریکایی است که ریاست مؤسسه پزشکی هاورد هیوز (HHMI) را بر عهده دارد. در سال ۲۰۱۳، او به‌عنوان معاون و مدیر ارشد علمی مؤسسه پزشکی هاورد هیوز منصوب شد. پیش از آن، او استاد زیست‌شناسی مولکولی و زیست‌شناسی یاخته‌ای، شیمی و زیست‌شناسی شیمیایی در دانشگاه هاروارد بود. در سال ۲۰۱۶، انتصاب او به‌عنوان رئیس آینده، و نخستین زن در این سمت، در مؤسسه پزشکی هاورد هیوز اعلام شد. او از سال ۲۰۰۰ یک پژوهشگر مؤسسه پزشکی هاورد هیوز (HHMI) بوده است.

## زندگی و تحصیلات
ارین اوشی یکی از پنج فرزند خانواده است و در لروی، نیویورک زاده شد.
اوشی در سال ۱۹۸۸، مدرک کارشناسی هنر خود را در رشتهٔ بیوشیمی از کالج اسمیت دریافت کرد و در سال ۱۹۹۲، در سن ۲۶ سالگی، دکترای خود را در شیمی از مؤسسه فناوری ماساچوست دریافت کرد. او در دورهٔ دکتری خود، زیر نظر پیتر اس. کیم، بر روی «leucine zippers» مطالعه می‌کرد. او از سال ۱۹۹۲ تا ۱۹۹۳، پژوهشگر فوق‌دکتری در دانشگاه کالیفرنیا، برکلی بود.

## حرفه و پژوهش
در دوران فوق‌دکتری، اوشی با رابرت تیجیان و ایرا هرسکویتز در زمینهٔ تنظیم کروماتین و رونویسی در مخمر پژوهش کرد. زمانی که هم‌کلاسی دورهٔ تحصیلات تکمیلی او، جاناتان وایسمن به او پیوست، آن‌ها کار روی تعیین موقعیت و فراوانی تمام پروتئین‌های ژنوم مخمر را آغاز کردند. در نهایت، آن‌ها دو کتابخانه ایجاد کردند که در هر دو، پروتئین‌ها به نشانگر GFP متصل شده بودند و دارای برچسب‌های تصفیه با افشاندن متوالی (به انگلیسی: tandem affinity purification)(اختصاری TAP) بودند.
پس از دریافت مدرک دکتری، اوشی برای مدت کوتاهی به‌عنوان پژوهشگر پایه فعالیت کرد و سپس در سال ۱۹۹۳، به‌عنوان استادیار به هیئت علمی دانشگاه کالیفرنیا، سانفرانسیسکو پیوست. در سال ۲۰۰۵، او به دانشگاه هاروارد جذب شد تا مدیر مرکز زیست‌شناسی سیستم‌ها (FAS) و استاد زیست‌شناسی مولکولی، زیست‌شناسی یاخته‌ای، شیمی و زیست‌شناسی شیمیایی باشد. پژوهش‌های او بر روی تنظیم ژن و زیست‌شناسی ساعت زیستی سه پروتئینی متمرکز است. در سال ۲۰۱۲، او به‌عنوان معاون جدید و مدیر ارشد علمی مؤسسه پزشکی هاورد هیوز برگزیده شد و برنامه پژوهشگران مؤسسه پزشکی هاورد هیوز را رهبری کرد و سپس در سال ۲۰۱۶ به‌عنوان رئیس مؤسسه پزشکی هاورد هیوز منصوب شد. او همچنان آزمایشگاه خود را در جانیلیا نگه می‌دارد. در دوران ریاست او، در سال ۲۰۲۵، مؤسسه پزشکی هاورد هیوز برنامه برتری فراگیر ۳ (IE3) خود را لغو کرد، که یک جایزه ۸٫۸ میلیون دلاری ۶ ساله (۲۰۲۲–۲۰۲۸) بود که به شبکه علوم، فناوری، مهندسی و ریاضیات اختصاص داشت و هدف آن ارتقاء آموزش و پژوهش علوم در مقطع کارشناسی بود، که پس از حذف برنامه‌های مربوط به تنوع، عدالت و شمولیت از سوی دولت رئیس‌جمهور منتخب دونالد ترامپ در تمامی آژانس‌های علمی ایالات متحده اتفاق افتاد.

## جوایز و افتخارات
اوشی در سال ۱۹۹۴ به‌عنوان پژوهشگر بنیاد دیوید و لوسیل پکارد انتخاب شد. و در سال ۲۰۰۰، جایزه پژوهشگر جوان را از انجمن زیست‌شناسی یاخته‌ای آمریکا دریافت کرد. همچنین در سال ۲۰۰۱، جایزه «جامعه پروتئین» را به‌دست‌آورد. او در سال ۲۰۰۰ به‌عنوان پژوهشگر مؤسسه پزشکی هاورد هیوز انتخاب شد.
در سال ۲۰۰۱، اوشی جایزه جایزه آکادمی ملی علوم در زیست‌شناسی مولکولی را برای «مشارکت‌ها در درک انتقال سیگنال، تنظیم حرکت پروتئین به درون و بیرون هسته، و چگونگی کنترل فعالیت پروتئین از طریق فسفریلاسیون» دریافت کرد.
اوشی در سال ۲۰۰۴ به آکادمی ملی علوم انتخاب شد. همچنین به آکادمی هنرها و علوم آمریکا انتخاب شد. او در سال ۲۰۱۹ به عضویت جامعه فلسفی آمریکا درآمد.

## زندگی شخصی
اوشی با داگلاس جفرری ازدواج کرده است. در سال ۲۰۰۷، او گفته بود که دویدن و ویک‌بردینگ می‌کند و یکی از دلایل بزرگ برای انتقال به هاروارد، فرصت تدریس به دانشجویان مقطع کارشناسی بوده است.
او سگ خود، زامبو، را از زمانی که توله بود تربیت کرد. زامبو در سال ۲۰۱۱ قهرمان ملی شد و سپس در مسابقات قهرمانی جهانی در اتریش قهرمان جهان شد.